# Zvornik
Zvornik je grad i središte istoimene općine u istočnom dijelu Bosne i Hercegovine, s 14.584 stanovnika u gradu i 81.295 stanovnika u općini po popisu iz 1991.

## Zemljopis
Teritorij općine Zvornik, neposredno prije rata prostirala se uz lijevu obalu rijeke Drine u dužini od 52 km, dok se u dubini najviše prostire 26 km. Od ukupno 500 kvadratnih kilometara njene povrsine 90% je brdsko planinsko područje. Nadmorska visina kreće se oko 130 do 916 metara. Sam grad nalazi se na nadmorskoj visini od 146 metara. Klima je umjereno kontinentalna. 

## Stanovništvo
Po posljednjem službenom popisu stanovništva iz 1991. godine, općina Zvornik imala je 81.295 stanovnika, raspoređenih u 67 naselja.
| Stanovništvo općine Zvornik |                 |                 |                 |
| godina popisa               | 1991.           | 1981.           | 1971.           |
| Muslimani                   | 48.102 (59,16%) | 40.801 (55,25%) | 32.504 (53,36%) |
| Srbi                        | 30.863 (37,96%) | 30.064 (40,71%) | 27.769 (45,59%) |
| Hrvati                      | 122 (0,15%)     | 104 (0,14%)     | 107 (0,17%)     |
| Jugoslaveni                 | 1.248 (1,53%)   | 1.970 (2,66%)   | 49 (0,08%)      |
| ostali i nepoznato          | 960 (1,18%)     | 906 (1,22%)     | 481 (0,78%)     |
| ukupno                      | 81.295          | 73.845          | 60.910          |

#### Zvornik (naseljeno mjesto), nacionalni sastav
| Zvornik            |                |                |                |
| godina popisa      | 1991.          | 1981.          | 1971.          |
| Muslimani          | 8.854 (60,71%) | 6.686 (55,04%) | 5.736 (67,18%) |
| Srbi               | 4.235 (29,03%) | 3.491 (28,73%) | 2.424 (28,39%) |
| Hrvati             | 76 (0,52%)     | 66 (0,54%)     | 83 (0,97%)     |
| Jugoslaveni        | 944 (6,47%)    | 1.597 (13,14%) | 24 (0,28%)     |
| ostali i nepoznato | 475 (3,25%)    | 307 (2,52%)    | 271 (3,17%)    |
| ukupno             | 14.584         | 12.147         | 8.538          |

## Naseljena mjesta
Androvići, 
Branjevo,
Baljkovica (dio), 
Baljkovica Donja, 
Boškovići, 
Buložani, 
Čelopek, 
Divič, 
Donja Pilica, 
Donji Lokanj, 
Drinjača, 
Dugi Dio, 
Đevanje, 
Đulići, 
Glodi, 
Glumina, 
Gornja Pilica, 
Gornji Lokanj, 
Grbavci Donji, 
Grbavci Gornji, 
Gušteri, 
Jardan, 
Jasenica, 
Jusići, 
Kamenica Donja, 
Kamenica Gornja, 
Kiseljak (dio), 
Kitovnice, 
Klisa, 
Kostijerevo, 
Kozluk, 
Križevići, 
Kučić Kula, 
Kula Grad, 
Liješanj, 
Malešići, 
Marčići, 
Mehmedići, 
Nezuk (dio), 
Novo Selo, 
Pađine, 
Paljevići, 
Petkovci, 
Potočani, 
Roćević, 
Skočić, 
Snagovo, 
Snagovo Donje, 
Snagovo Gornje, 
Sopotnik, 
Šepak Donji, 
Šepak Gornji, 
Šetići, 
Tabanci, 
Trnovica, 
Tršić, 
Ugljari, 
Vitinica (dio), 
Vrela, 
Zaseok (dio), 
Zelinje i 
Zvornik.
Poslije potpisivanja Daytonskog sporazuma, veći dio općine Zvornik ušao je u sastav Republike Srpske. U sastav Federacije Bosne i Hercegovine ušla su naseljena mjesta: Goduš, Kraljevići, Međeđa, Rastošnica, Rožanj i Sapna, te dijelovi naseljenih mjesta: Baljkovica, Kiseljak, Nezuk, Vitinica i Zaseok. Od ovog područja formirana je općina Sapna.

## Povijest
Zvornik se prvi put spominje u 1410. (1412.) godine, i to pod imenom Zvonik, koji je dobio po zvoniku franjevačkog samostana (Zonicurn, Zuonich, Suonivh), a 1519. pod sadašnjim nazivom Zvornik. Zvornički stari grad (tvrđava) nastao je znatno ranije, vjerojatno u drugoj polovini 13. ili na početku 14. stoljeća). 
Usorska velikaška obitelj Zlatonosovići jedno je vrijeme vladala Zvornikom. Zvornik se razvio tijekom srednjeg vijeka u jedno od značajnijih obrtničko-trgovačkih središta, zbog povoljnog prometnog položaja na križanju puteva koji su vodili ka središnjoj Bosni, ka Srbiji, Hrvatskoj i Ugarskoj. Razvitku su pridonijeli i Hrvati iz Dubrovačke Republike, čija je velika kolonija od 1415. godine djelovala u Zvorniku, a bavili su se trgovinom i obrtima.
Usporedno s gospodarskim razvojem Zvornik dobiva sve odlike naprednog gradskog naselja. Zato nije slučajno sto su kasnije Turci od njega napravili svoj administrativni centar, odnosno sandžak. 

### Osmansko razdoblje
1462. godine Osmanlije su osvojile Zvonik. 
U osmansko vrijeme bile su četiri velike opsade, 1464., 1688., 1716. i 1737. godine. Najveća je bila hrvatsko-ugarska iz 1464. Nakon što je hrvatsko-ugarski kralj Matija Korvin odbio Turke od Jajca, opsjedao je Zvornik od 8. listopada do 9. studenoga s između 26.000 i 30.000 vojnika i brojnim topovima pod zapovjedništvom Mirka Zapolje. Čim je saznao da Hrvatsko-Ugarska gradi most na Savi kod Rače, bosanski sandžak-beg Mehmed-beg Minetović poslao je u ispomoć Zvorniku 500 boraca. U najtežem trenutku bitke, zvornička je posada saznala da joj dolazi pomoć, što je kod hrvatsko-ugarskih snaga izazvalo pometnju nakon čega kralj naređuje povlačenje preko Save. 
Tijekom osmanske vladavine ime dobiva "r" i oblik Zvornik. 1533. napušten je mjesni franjevački samostan i crkva sv. Marije. Crkva je pretvorena u džamiju, dobivši ime Fethija džamija ("osvojena"). Te godine napušten je i porušen zvornički katolički samostan. Propali su i okolni samostani, a katolici su se dali u bijeg. Dio je ostao i postupno se asimilirao. Od rušenja samostana sve do 1878. i oslobađanje od Osmanlija ništa se bitno nije promijenilo za malobrojne preostale katolike Zvornika i okolice. Tavorili su u sjeni većinskih muslimanskih i pravoslavnih stanovnika sve do dolaska austro-ugarske uprave.
Nakon pada Bosne pod Tursku vlast formirana su tri sandžaka: Bosanski 1463., Hercegovački 1470. i Zvornički 1480. Zvorničkom sandžaku pripadala je cijela sjeveroistočna Bosna.
U sastav Zvorničkog sandžaka ulazili su:
- Kadiluk Srebrenica s nahijama: Srebrenica, Ludmer, Kuslat i Subin
- Kadiluk Zvornik s nahijama: Zvornik, Perin, Teočak i Koraj
- Kadiluk Gornja i Donja Tuzla s nahijama: Donja Tuzla, Gornja Tuzla, Sapna, Spreča, Gostilj,Dramesin, Paske, Visovi, Jasenica i Smoluća
- Kadiluk Gračanica s nahijama: Gračanica, Grdačac, Srebrenik, Soko, Završ i Nenaviste
- Kadiluk Bijeljina s nahijama: Bijeljina i Janja
- Kadiluk Birce i Knežina
- Kadiluk Krupanj i Bohorina
- Kadiluk Loznica ili Jadar i Pticar
- Kadiluk Šabac sa Šapcem, Donjom i Gornjom Mačvom
- Kadiluk Brvenik s nahijama: Brvenik i Gošćanica

Promet je bio u lošem stanju. Most preko Drine podignut je između 1548. i 1585. nakon čega se razvila brodogradnja s obzirom na plovnost na Drini od Zvornika do ušća Save. Stari rimski putevi su zapušteni, a duže vrijeme novi nisu građeni. Promet su ometale i vremenske nepogode, bune, bolesti, hajduci i manjak mostova. 
U Zvorniku se nalazi franjevački samostan i crkva sv. Marije po čijem zvoniku je grad dobio ime. 1538. su ga Osmanlije srušile, a crkvu pretvorile u džamiju. Franjevci su napustili Zvornik ponijevši sa sobom čudotvornu Gospinu sliku te se nastanili u Gornjoj Tuzli. Odande su morali iseliti 1541. kad je kasaba doprla do kršćanske varoši Izvorišta. Uz seobu franjevaca iz Zvornika je vezana jedna legenda. Kad su Turci zauzeli franjevački samostan u Zvorniku, redovnici su se zaputili u Gornje Soline. Sa sobom su nosili sliku Majke Božje. Putem su naišli na jednog Turčina koji je kopljem proboo sliku. Iz slike je potekla krv, a taj Turčin na to je skočio s konjem u Drinu. Potom se okamenio i počeo valjati po vodi, a prizoru su svjedočili brojni katolici, pravoslavci i muslimani.
1688. godine Zvornik je doživio veliku austrijsku opsadu. Tijekom austrijske ofenzive u rujna 1688. pada Beograd, a Ludvig Badenski u prosincu zauzima Zvornik. Nakon višednevne opsade, Topal-Husein paša je u ljeto 1689. vratio Zvornik, a zatim uspješno ratovao u Mačvi i Srijemu. Eugen Savojski je pokušao 1716. preko Zvornika otvoriti put za napredovanje ka unutrašnjosti Bosne. Podsjeo je Zvornik. Velika opsada je odbijena od strane muslimana pod zapovjedništvom Numan-paše Ćuprilića. Nova velika opsada bila je austrijska opsada 1737. godine.
Dok se gradsko stanovništvo bavilo i zanatstvom i trgovinom, seosko je isključivo živjelo od poljodjelstva. Na područje Kamenice doseljavaju se krajem 18. stoljeća Karavlasi, pravoslavni Romi iz Rumunjske.
1820. godine u velikom požaru izgorilo je 48 dućana. Krajem dvadesetih godina 19. stoljeća zvornički kapetani bili su amidžići Mahmud-beg i već spomenuti Ali-beg Fidahić. Obojica su podupirali sultanove reforme iz 1826. kojim su ukinuti janjičari i uvedena regularna vojska (nizam), zbog čega su nagrađeni naslovom paše. 
Bosanski vezir Abdurahman-paša odsjeo je u Zvorniku 1826. godine U Sarajevo je poslao Ali-bega Fidahića s 500 vojnika da pohvata pobunjenike protiv sultanovih reforma i dovede ih u Zvornik na suđenje. Zadaću je uspješno izvršio i imenovan je pašom. U Zvorniku su 7. ožujka 1827. ubijeni Mujaga i Sulejman Tahmiščija, Ibrahim-aga Bakarević, Ali-aga Ruščuklija (zapovjednik janjičara), Fejzaga Turundžija, Avdaga Milošević i bajraktar Ibrahim Pinjo. Glave pogubljenih poslate su u Istanbul. Zvorničani su im uoči vjerskih praznika palili svijeće smatrajući ih šehidima. 
Zvornička tvrđava bila je jedna od najvećih i najutvrđenijih u Bosni. Dugo je imala svoju ulogu te je još 1830. godine u Gornjem gradu 1830. bilo 13 topova, u Donjem 26, a u spremištu još 46. 
Dvojica Fidahića došli su sukob oko prevlasti u proljeće 1830., posredstvom novog namjesnika Namik-paše. U sporu je intervenirao Husein-kapetan Gradaščević. Spor je okončan u korist Mahmud-paše, ali je Husein-kapetan stao u zaštitu Ali-paše nakon čega njih dvojica postaju prijatelji. Obojica Fidahića, posebno Ali-paša, odigrali su značajnu ulogu u Pokretu za autonomiju Bosne. Ali-paša je kao vojskovođa vodio bosansku vojsku u pobjedi na Kosovu. Nakon poraza Pokreta, Ali-paša s Husein-kapetanom bježi u Austriju, gdje dobivaju vijest da su osuđeni na smrt. Ubrzo su pomilovani, pa u prosincu 1832. preko Beograda odlaze u izgnanstvo u Istanbul. Ali-paša je u Carigradu ostao do 1835., kada mu je dopušteno da se vrati u Bosnu, ali ne u Zvornik nego u Bijeljinu. Iz Bosne je 1840. protjeran na Cipar gdje umire 1845. godine. U velikom požaru iz 1856. izgorili su Namazđah mahala i Aladža (šareni) han. Prve pošte u Bosanskom ejaletu otvorene su u 11 gradova 1864., uključujući i Zvornik. Od 1866. pošta je dobila telegrafsku postaju.
Pred kraj osmanlijske vladavine u Zvorniku su postojale samo vjerske škole. Do sredine 19. stoljeća pravoslavci su imali "narodnu učionicu" koju su pohađala trgovačka i obrtnička djeca. Brojniji su bili mektebi koji su obično djelovali uz džamije. U Zvorniku je 1871. postojala ruždija, a najvjerojatnije i medresa. Prema podacima ruskog konzulata iz 1874., na području Zvornika djelovalo je 28 mekteba s 1.354 učenika i četiri kršćanske škole sa 147 učenika. Pored slabog stanja u obrazovanju, u lošem stanju bilo je i zdravstvo. U sandžaku nije postojala zdravstvena ustanova niti je bilo ljekara. Često su harali kuga, požari i poplave.

### Austro-ugarsko razdoblje
Kroz Zvornik se rane jeseni 1878. povlačio muftija Mehmed Šemsekadić sa svojom vojskom iz Gračanice i Tuzle na Srebrenicu i Višegrad, kamo se pripremio za obranu grada dok je Austro-Ugarska zaposijedala BiH. Otpor su pružali muslimani i pravoslavci od konca srpnja do konca listopada 1878. godine. Oko 450 zvorničkih boraca organiziranih u jedan odred pod zapovjedništvom bimbaše (bojnika) Riste Popovića i juzbaše (satnika) Đorđa Nikolića, pričuvnih časnika osmanlske vojske, sudjelovalo je u otporu pruženom u okolini Tuzle. Ustanika je na položajima oko Tuzle bilo oko 4.000, a Zvorničani su raspoređeni u Simin Han. Austro-Ugarska je Tuzlu zauzela 22. rujna. U Zvorniku je tursku vlast zamijenila austro-ugarska bez otpora pet dana poslije. Zvornik je i dalje ostao kotarsko (sresko) sjedište, s razvijenim zanatstvom i trgovina. 
Zvornik je s još devet kotara pripao Tuzlanskom okrugu. Zvorničkom kotaru su osim današnjih općina Zvornika i Sapne, pripale današnje općine Kalesija i Osmaci, te dijelovi općina Ugljevik (Teočak i Tavna), Lopare (Tobut i Priboj) i Biljeljina (Glavičice). Površina kotara iznosila je 858 km2. 
Odmah po zaposijedanju nova vlast započela je doseljavati činovnike, trgovce i obrtnike iz drugih predjela monarhije, tako da se u Zvorniku ponovo pojavilo katoličko stanovništvo kojeg nije bilo ni u gradu ni u kotaru na popisu 1879. godine. Na Branjevu je doseljavanjem njemačkih obitelji iz Vojvodine formirana kolonija. 1879. godine grad je imao 27.468 stanovnika. 
Radi aktiviranja prirodnih gospodarskih resursa, država je gradila ceste. Do konca 1879. otvorila je prometnice Zvornik - Tuzla i Zvornik - Bijeljina, a 1885. Zvornik - Sarajevo. Postojali su i putevi za Srebrenicu i Lopare. 
Austro-Ugarska je podigla razne objekte koji i danas postoje i služe u razne svrhe. Na Skeli se nalazila carinarnica. Osnovna škola otvorena je 1886. Podignute su brojne druge građevine, žandarmerijske postaje, medrese i drugih. 
1886. godine podigli su zgradu Zvorničkog okruga. 1910. godine podignuta je zgrada časničkog doma. Prva bolnica u Zvorniku podignuta je na Fetiji za vrijeme austro-ugarske vlasti. Bila je za potrebe vojnog garnizona, ali je služila i civilima do konca Prvoga svjetskog rata, od čega je dugo u narodu ostao naziv Špitalj. Između dvaju svjetskih ratova u prizemlju je bila financijska vojarna, a na katu stanovi. Poslije Drugoga svjetskog rata u njoj je bio smješten đački dom, a napuštena je sredinom osamdesetih godina zbog dotrajalosti. S Austro-Ugarskom došao je i razvijan suvremeni poštanski promet. Podignuta je zgrada pošte. 
Listopada 1878. godine formirana je telegrafska postaja s neograničenom dnevnom i noćnom službom. Telefonska linija Zvornik - Bijeljina uspostavljena je 1909. Do početka Prvog svjetskog rata, pomoćne pošte postojale su u Drinjači, Papraći, Capardama i Kozluku. 
Dolaskom nove uprave, 1880. i uz dopuštenje tadašnjeg zvorničkog načelnika Mujage Alispahića katolicima je vraćena njihova crkva sv. Marije, muslimanima dotadašnja Fethija džamija. Prenamijenjena crkva u džamiju koja je bila na brijegu ponad grada već neko vrijeme u osmanskoj vlasti nije bila u upotrebi kao džamija.
Tako su 1880. obnovljeni su franjevački samostan i crkva sv. Marije. Muslimani su u to vrijeme imali 12 džamija u gradu. Godine 1899. na zahtjev lokalnih muslimana koji su htjeli nazad zgradu crkve, carski dvor udovoljio je muslimanima na način da je crkva iseljena, a objekt nije pripao nitkome. 1903. obnovljena je zvornička župa izdvajanjem dijela župa iz bijeljinske župe. 1907. sagrađena je nova katolička crkva, posvećena Srcu Isusovom, prvo drvena, pa zatim i zidana. Katolici Hrvati, premda manjina u gradu, osnovali su povjerenstvo pa zatim i podružnicu HKD Napredak koja je dugo godina djelovala.
U prvih 30 godina Austro-Ugarske broj stanovnika u općini znatno se povećao, s 27.468 stanovnika 1879. godine na 47.756 stanovnika 1910. godine, od čega 26.169 pravoslavaca, 20.906 muslimana, 294 katolika, 218 evangelika, 175 židovske vjere, a osim redovnih stanovnika i 651 vojna osoba. U gradu je 1910. bilo 732 kuće i 3.688 stanovnika, od čega 2.092 muslimana, 754 pravoslavca, 185 katolika, 148 židovske vjere, devet evangelika, a osim redovnih stanovnika i 498 vojnih osoba. Vojno stanovništvo bilo je brojem značajno kroz cijelo vrijeme austro-ugarske vladavine u Zvorniku. U gradu se 1910. nalazilo 19 vojarna, a u čitavoj državi samo ih je Trebinje imalo više. 
Početkom 20. stoljeća nastala su i prva radnička udruženja, poput Kotarske poljoprivredne zadruge, Udruženja Srba zanatlija i Zanatskog društva. Od kulturno-prosvjetnih i športskih ustanova i društava djelovale su dvije osnovne škole (državna i srpska), medresa i ruždija, nekoliko mekteba, muslimanska čitaonica (Kiraethana), Sokolsko društvo Srpski soko i Srpska narodna čitaonica. Od vjerskih objekata bilo je sedam džamija, dvije crkve (pravoslavna i katolička) i sinagoga. Osnovani su Gajret, Prosvjeta, Napredak i amaterska kazališna skupina.

### Razdoblje između dvaju svjetskih ratova
Za vrijeme kraljevine Jugoslavije (1918. – 1941.) Zvornik je sjedište kotara. Od 1929. pripadao je Drinskoj banovini sa sjedištem u Sarajevu.

### Drugi svjetski rat
U toku drugog svjetskog rata, odnosno NOB-e (1941. – 1945.), Zvornik je bio u sastavu Nezavisne države Hrvatske. Bio je sjedište kotarske oblasti Zvornik, u Usori-Soli.

### Razdoblje socijalističke Jugoslavije
Po završetku rata, Zvornik je ostao sjedište kotara. Ožujka 1945. formiran je Narodni odbor kotara za čijeg je predsjednika izabran Veljko Andrić, a sekretara Dedo Šehić. Formirano je i 16 mjesnih odbora: Zvornik, Roćević, Pilica, Čelopek, Kozluk, Grbavci, Sapna, Petkovci, Snagovo, Drinjača, Kamenica, Caparde, Osmaci, Memići, Kalesija i Međaš. 16 mjesnih odbora pretvoreno je 1952. u osam narodnih odbora općina: Zvornik, Drinjača, Grbavci, Kozluk, Pilica, Sapna, Memići i Osmaci. Prema popisu iz 1953, srez je imao 53.529 stanovnika, a grad (s Divičem) 5.197. U prvoj godini poslije rata u gradu su formirana kotarska rukovodstva Komunističke partije, SKOJ-a, Narodne omladine, Narodnog fronta i Antifašističkog vijeća žena kao i Mjesno sindikalno vijeće za Zvornik. U godinama poslije Drugog svjetskog rata, seosko stanovništvo bavilo se zemljoradnjom, a gradsko trgovinom, obrtom i ugostiteljstvom, pa su ove djelatnosti sve do 1960-ih bile osnova kotarskog gospodarstva. Udio sela u dohotku općine iznosio je 1956. 66%, 
Nakon drugog svjetskog rata, jugoslavenske vlasti zatrle su trag katoličkoj crkvi. Nacionalizirale su zgradu katoličke crkve, srušili ju 1946., materijal iskoristili za izgradnju žitnog spremišta, a na mjestu crkve podignuli zgradu pošte. Ostao je samo drveni zvonik. Zvornik je u novoj Jugoslaviji središte kotara i općine, kasnije Međuopćinske regionalne zajednice (općine Zvornik, Bratunac, Srebrenica, Vlasenica i Šekovići).
Industrija se počela razvijati sredinom 1950-ih i bila je koncentrirana na području Karakaja. U općini je 1956. postojalo sedam poljodjelskih zadruga: u Zvorniku, Kozluku, Grbavcima, Roćeviću, Pilici, Drinjači i Šetićima. Prva stambena zgrada u društvenom vlasništvu podignuta je u Beksuji 1955. Nacionalni dohodak po glavi stanovnika povećao se s 848 dinara 1956. na 14.394 1977. (republički prosjek 20.093, a jugoslavenski 30.502). U ljeto 1955. ukinuti su srebrenički i vlasenički kotar i pripojeni zvorničkom, tako da su u sastav zvorničkog kotara do 1958. ulazile općine: Zvornik (pripojene općine Drinjača i Grbavci), Kozluk (pripojena općina Pilica), Sapna, Memići, Vlasenica, Nova Kasaba, Bratunac, Fakovići, Srebrenica, Skelani i Han-Pijesak. Predsjednik Kotarskog narodnog odbora bio je Nikola Andrić, a potpredsjednici Duško Jovanović i Rizo Selmanagić. Zvornički kotar rasformiran je u ljeto 1958. i pripojen je tuzlanskom, koji je obuhvaćao čitavu sjeveroistočnu Bosnu. Općini Zvornik pripojena je općina Sapna, a četiri godine kasnije i općina Kozluk, tako da je 1962. u administrativnom smislu formirano područje prijeratne općine Zvornika. Udio sela u dohotku općine iznosio je 1964. 45%. 
Udio sela u dohotku općine iznosio je 1971. svega 31,4%. Od 1970-ih, zvorničko gospodarstvo se dinamično razvija i općina izlazi iz kruga nerazvijenih. U ovom razdoblju nastala su i proširila se brojna poduzeća, uključujući tvornicu obuće Standard, tvornicu odijela Alhos, kozlučku Vitinku, tvornicu glinice Birač, prijevozničko poduzeće Drina-trans i dr. Podignuto je oko 1.600 stanova u društvenom i preko 15.000 u privatnom vlasništvu, dovršena je elektrifikacija cijele općine, gotovo svako naselje imalo je vodovodnu mrežu, izgrađeni su putevi do svake mjesne zajednice, izgrađena je pruga Zvornik - Tuzla, a podignuta su i tri mosta na Drini, dva cestovna i jedan željeznički. U Zvorniku se nalazilo i sjedište Osnovne banke - Privredne banke Sarajevo, kao i organizacije u oblasti PTT prometa, održavanja cesta i vodnog gospodarstva. Formirana je i Zajednica općina regije Zvornik, u čiji sastav su ušle općine Zvornik, Šekovići, Vlasenica, Bratunac i Srebrenica. 
Od rušenja crkve, župnik iz Bijeljine preuzeo brigu o vjernicima. Broj katolika u Zvorniku 1975. bio je 350.

### Bosna i Hercegovina
Napad JNA na Zvornik pomno je pripreman u sjedištu lokalnog SDS-a, sa srpskim kadrovima u MUP-u, općini, sudu, mnogo prije dana službenog napada. 5. travnja 1992. vojnici JNA s pripadnicima takozvanog srpskog MUP-a su se iz Zvornika preselili u zgradu Alhosa u Karakaju.  Ta zgrada poslije će biti logor u kojem su mučeni i ubijani Muslimani.
8. travnja 1992. Zvornik napadaju srpske paravojske i jedinice JNA. JNA i srbijanski MUP iz Alhosa u Karakaju polako osvajaju grad. Iza vojske i policije išli su kordoni nabildanih srbijanskih zločinaca, spremnih za kasnije klanje muslimana, koje je započelo s prvim satima narednog dana (9. travnja). Od rane zore je major JNA iz svog štaba u Malom Zvorniku telefonom prijeti čelnicima MUP-a BiH da će pod mostom u Zvorniku biti ubijene tisuće muslimana ako se ne pusti na slobodu zatočeni Vojin i Dušan Vučković, Milorad Ulemek Legija i Zvezdan Jovanović. Oko 10:00 pucnjava iz pravca Karakaja. Susjeda Srbi odjednom kao da su nestali u Zvorniku, a Muslimani su se našli u nevjerici što vide i čuju. Preko Radio Zvornika novinarka Gordana Mandić-Imširović očajnički je pozivala "Zvorničani, ne dajte svoj grad, branite svoj grad". Jedva se izvukla živa iz opsjednutog grada. 
Otpor je pružalo oko 150 naoružanih i 150 nenaoružanih pripadnika Patriotske lige pod zapovjedništvom Samira Ništovića. 20 Muslimana ubio je srpski zločinac u naselju Hrid.
Nakon par dana borbi u gradu, branitelji se povlače na Kula Grad, gdje će otpor pružati do 26. travnja kada pristupaju slamanju obruča i povlačenju u dva smjera. U zapadnom dijelu općine (današnja općina Sapna), početkom svibnja vodit će se žestoke borbe za obranu slobodnog teritorija, pri čemu 10. svibnja u Zaseoku gine Mehdin Hodžić. Pri pokušaju stvaranja koridora ka Kamenici, 30. listopada 1992. u Nezuku gine Hajrudin Mešić.
Na slobodnim teritorijama formiran je Općinski štab TO, koji je imao rejonske štabove u Sapni i Kamenici. Rejonski štab u Kamenici sastojao se od dva bataljona. Slobodna teritorija na širem području Kamenice pala je u veljači 1993. tijekom operacije VRS Cerska 93. Od već formiranih postrojba u zoni odgovornosti Rejonskog štaba Sapna, 28. veljače 1993. formirana je 206. brdska brigada. Odlukom Predsjedništva, 206. brigadi je 14. prosinca 1993. dodijeljeno najviše kolektivno priznanje viteška, a ulaskom u 24. diviziju preimenovana je u 246. Od manevarskih jedinica ove brigade, 28. kolovoza 1994. formirana je 242. muslimanska zvornička lahka brigada. Kamenički borci koji su se našli na području Srebrenice nakon pada Kamenice ušli su u sastav 284. istočnobosanske lahke brigade. 
Komitet za prikupljanje podataka o izvršenim zločinima protiv čovečnosti i međunarodnog prava SRJ iz Beograda, sastavio je popis logora za Srbe na teritoriju bivše SFRJ. Za područje Zvornika tvrde da je postojao logor u selu Godušu, koji je bio logor 206. viteške brigade Armije BiH prema Rastošnici, u kući Cvjetka Petrovića, te u Ravnoj Sapni u podrumu u Muharemovoj kući.
Krajem rata i Daytonskim sporazumom, veći dio prijeratne općine Zvornik pripao je Republici Srpskoj (376,14 km2), dok je od dijela koji je pripao Federaciji (118 km2) 1998. formirana općina Sapna.
Nakon srpskih osvajačkih ratova 1990-ih, u Zvorniku je ostalo samo 15 katoličkih obitelji.
Prema Bosanskoj knjizi mrtvih, koju je izdao Istraživačko-dokumentacijski centar, u općini Zvorniku stradalo je 2.017 muslimanskih civila. Cjelokupno bošnjačko stanovništvo protjerano je s okupiranih područja. Brojne žene su silovane, a otvarani su i logori. Logor u Liplju jedini je logor koji je tokom rata oslobođen. U sklopu šire kampanje kulturocida, zatirani su svi tragovi postojanja muslimana na ovim prostorima. Srušene su džamije u: Zvorniku (Riječanska, Beksuja, Zamlaz), Kozluku, Kula Gradu (Hadžijina i Velika), Paljevićima (Kušlat), Drinjači, Đulićima, Skočiću, Šepku, Grbavcima, Klisi, Gornjoj Vitinici, Donjoj Vitinici, Gornjim Križevićima, Donjim Križevićima (bila u izgradnji), Ravnama, Glodima, Redžićima, Gornjoj Kamenici, Sultanovićima, Svrakama, Jošanici, Hasićima, Gornjoj Glumini (stara i nova u izgradnji), Glumini i Novom Selu. Džamije u Selimovićima i Kovačevićima gotovo su sasvim razrušene zbog granatiranja. Oštećene su džamije u Godušu, Kraljevićima i Gornjoj Sapni. Uništeni su mesdžidi u: Tršiću, Lupama, Mrakodolu, Glodima, Alićima, Novom Selu (dva), Purdićima, Sopotniku, Sahanićima, Drinjači, Donjim Križevićima (tri), Šepku, Klisi (dva), Ravnama (tri), Đulićima, Motovu, Kraljevićima (jedan srušen, a dva oštećena), Seferovićima, Glumini i Kostijerevu. U Čiracima je srušen mekteb, na Diviču tekija, musafirhana i turbe, na Kula Gradu Kaimijino turbe, u Zamlazu abdesthana i turbe, dok je zgrada Odbora IZ potpuno izgorila s arhivom. Uništene su i vakufske kuće s imamskim stanovima u: Rijeci, Diviču, Kula Gradu, Kozluku, Đulićima, Glodima, Redžićima, Gornjoj Kamenici, Jošanici, Drinjači, Glumini, Selimovićima, Vitinici i Gornjim i Donjim Križevićima. Kula Grad je preimenovan u Đurđev grad, a Divič je postao Sveti Stefan. Na mjestu porušene džamije na Diviču izgrađena je pravoslavna crkva koja je izmještena 2008. godine.
Zvornička katolička župa danas nema ni crkve ni župne kuće. Župnik koji pokriva grad skrbi i o o vjernicima Bratunca i Srebrenice. Privremeno mu je sjedište u Tuzli. Misu katolici slave jedino u kapeli sv.Marije u Srebrenici. Danas je zvornička župa spojena sa srebreničkom. Nema ni crkvu ni župnu kuću. 31. prosinca 2014. u župi Zvornik-Srebrnica bilo je 25 domaćinstava sa 70 katolika, od čega Zvornik – 10 domaćinstava s 35 katolika, Bratunac (7,21), Srebrenica (7,14) i Sapna (1,1).
Danas u Zvoniku ima stotinjak katolika, a cijelo područje dvjesta. Važno je istaknuti da dosta katolika nisu Hrvati, a u općini Zvornik je 100-tinjak „ostalih“, pa se može procijeniti da je dvjetostinjak katolika na cijelom području župe. Jedini bliži sakralni objekt je mala spomen-kapela sv. Marije u Srebrenici. Gradonačelnik Zvornika obećao je da će katolici trebaju konačno dobiti svoju crkvu. Razmatra se nekoliko mogućih lokacija za crkvu: gradski muzej, mjesto pošte gdje je prije bila crkva, park kao moguće mjesto nove crkve te lokacija iznad Andraševe vile tj. mjesto gdje je bila crkva sv. Marije i franjevački samostan, a danas su samo ostatci. Uz pomoć kustosa muzeja u mirovini, Rajka Avramovića, pronašli su oltarsku sliku Presvetog Srca Isusova koja se nalazi u muzeju u Zvorniku. Vlasnik lokacije na kojoj je bila prva crkva i samostan, Muhamed Numaganić, ponudio je mogućnost otkupa ruševine i okolne zemlje koja je u njegovu vlasništvu te su krenuli pregovori s njim. Prije kupoprodaje dopustio je da na njegovoj imovini bude slavljena proslava patrona župe. Za sada jedini sakralni objekt ove male katoličke zajednice je iznajmljena kuća jedne pravoslavke koja je bila udata za katolika.

## Poznati ljudi
- Seka Aleksić, popularna pjevačica
- Filip Kljajić-Fića, narodni heroj;
- dr Mitar Perušić, nastavnik Sveučilišta u Istočnom Sarajevu
- Nada Obrić, popularna pjevačica
- Mr Himzo Tulić, sazlija
- Samir Muratović, nogometni reprezentativac BiH[17]
- Hasan Kaimija Zrinović, hrvatski aljamiado književnik, šejh kaderijskog reda, derviš
- Enver Hadžihasanović, visoki zapovjednik u JNA i Armiji BiH

## Spomenici i znamenitosti
- Đurđev-grad, tvrđava koju je po prednju gradila "prokleta" Jerina, supruga Đurđa Brankovića. Smještena na brdu Mlađevcu ponad Zvornika.
- Franjevački samostan i crkva sv. Marije. Pretvorena u Fethiju džamiju, pa vraćena katolicima i onda opet u rukama islamske zajednice.
- Katolička crkva iz 1903. godine.
- Kasina, u kojoj su smještene Narodna knjižnica i muzejska zbirka.[18]

## Obrazovanje
Pored osnovnih i srednjo-školskih ustanova obrazovanje u Zvorniku je smješten Tehnološki fakultet, Sveučilišta u Istočnom Sarajevu.

## Šport
Od 2010. održava se Bajramski turnir u malom fudbalu Zvornik.

## Vanjske poveznice
- http://www.zvornik.net/
- http://www.zvornik.esmartweb.com/  Arhivirana inačica izvorne stranice od 18. studenoga 2005. (Wayback Machine)
- http://www.opstina-zvornik.org/